# Kalk-Kali-Gesetz
Zwischen den Kationen von Calcium und Kalium herrscht Ionenkonkurrenz bei der Aufnahme in die Pflanze. Das heißt: Durch ein hohes Ca-Angebot wird die K-Aufnahme zurückgedrängt und umgekehrt. Andererseits können aber Ca2+-Ionen die Zellwände stabilisieren und den Kalium-Austritt aus der Zelle vermindern und die K+-Ionen-Aufnahme sogar stimulieren. Bei einer Kalziumbelegung von 70 bis 80 % und einer Kaliumbelegung von 3 bis 5 % am Austauscher befinden sich beide Kationen in der Bodenlösung im Gleichgewicht. Bei sehr hohen Kaligehalten im Boden sichert eine Kalkung die Kalziumernährung und vermindert einen Luxuskonsum beim Kalium. Nach Kalkungen wird als Folge des Ionenaustausches ein Anstieg der pflanzenverfügbaren Kaligehalte im Boden beobachtet.